# Jonas Hanway
Jonas Hanway (12 août 1712 Portsmouth, Hampshire, Angleterre - 5 septembre 1786 à Londres) est un voyageur, commerçant, écrivain et philanthrope anglais. De 1743 à 1756, il commerce en Asie. De 1762 à 1783, il est responsable du ravitaillement de la Royal Navy.

## Biographie
Jonas Hanway naît le 12 août 1712 à Portsmouth dans le Hampshire en Angleterre. Son père, un vicaire qui fournit la Royal Navy, meurt quelques années plus tard. Sa mère décide de s'établir à Londres, où Jonas est envoyé à l'école. À 17 ans, il est apprenti d'un commerçant faisant affaire à Lisbonne au Portugal. Lorsque sa période d'apprentissage se termine, il tente de s'établir comme commerçant à Lisbonne, mais quitte après quelque temps et retourne à Londres. En février 1743, il devient associé de M. Dingley, un commerçant faisant affaire à Saint-Pétersbourg en Russie. Hanway acquiert suffisamment d'expérience dans le commerce avec la Perse pour y lancer ses activités,.
De retour à Londres en 1756, après son long voyage en Asie, il fonde The Marine Society dans le but d'apporter de l'aide aux marins britanniques. En 1758, il est nommé gouverneur du Foundling Hospital. Il participe à la fondation du Magdalen Hospital. En 1761, il applique un meilleur système d'inscription des naissances à Londres. En 1762, il est nommé commissaire responsable du ravitaillement de la Royal Navy, poste qu'il occupe jusqu'en octobre 1783.
Il meurt le 5 septembre 1786 au Red Lion Square dans le quartier Holborn à Londres. Son corps est enterré dans la crypte d'une église à Hanwell quelques jours plus tard. Un monument (de John Francis Moore et du fils de Moore) est érigé en son honneur à l'abbaye de Westminster.

### Premier utilisateur du parapluie à Londres
Malgré les moqueries des passants, Hanway aurait été le premier Londonien à utiliser régulièrement un parapluie pour se protéger de la pluie au début des années 1750. Il revenait alors de France où celui-ci était très en vogue.  

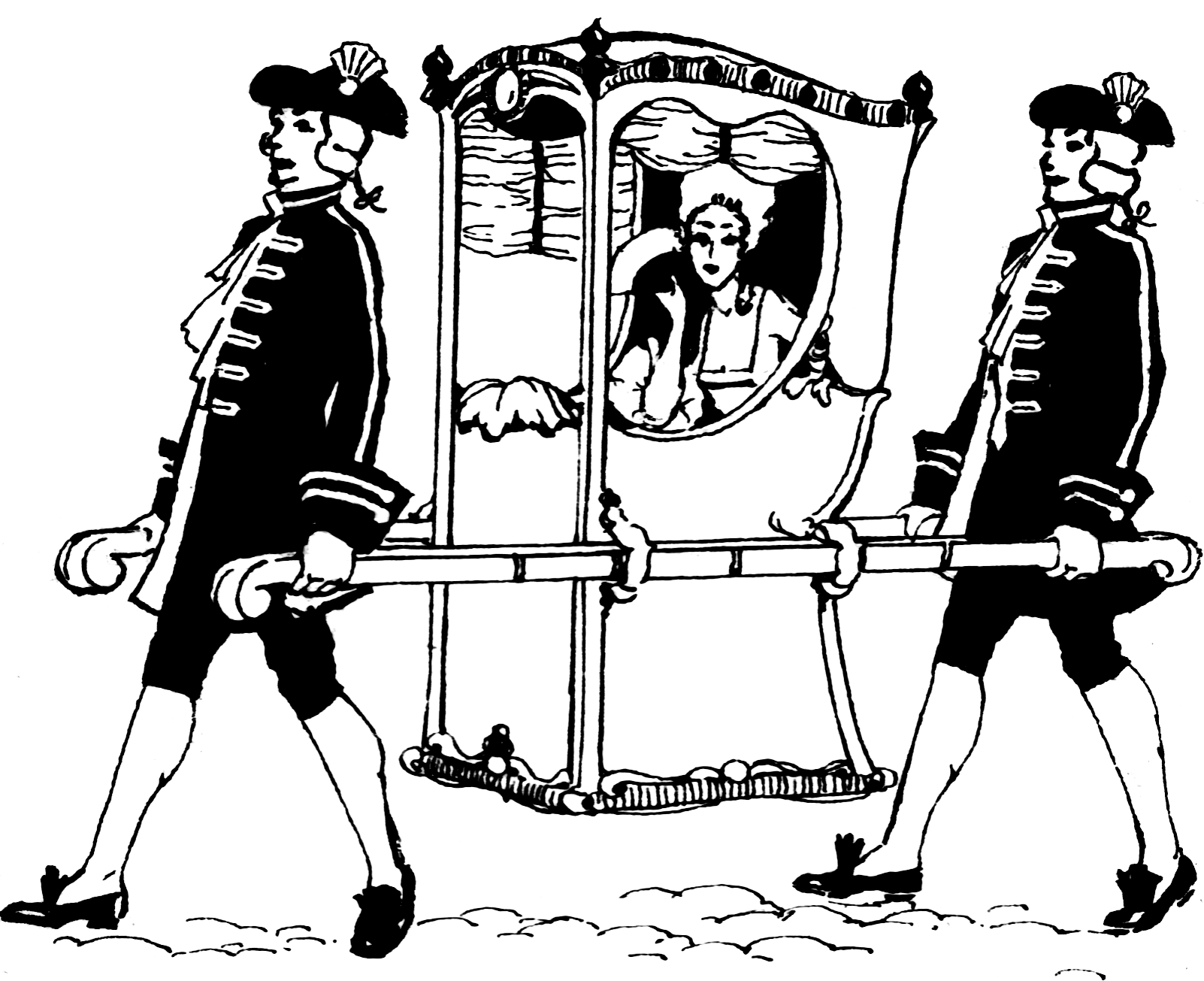
Chaise à porteurs

Grâce à cet accessoire, Hanway pouvait se déplacer sans recourir aux services des cochers ou des porteurs de chaises, très utilisés durant les intempéries à Londres. Ceux-ci percevaient (à juste titre) le parapluie comme une menace contre leur activité et ont tenté de l'en dissuader à plusieurs reprises en l'agressant dans la rue. 
De fait, on prêtait à l’objet toutes sortes de défauts : qu’il était trop efféminé pour être utilisé par un homme, qu’il était une preuve de l’affaiblissement du caractère, qu’il était trop français (hérité du parasol). Son utilisation était même considérée taboue et ridicule. Sans se laisser intimider, Hanway se servira de son parapluie pendant près de trente ans et vit peu à peu ses congénères l'imiter dans toute l'Angleterre. 
Trois mois après sa mort en 1786, une pubilicité paraît d'ailleurs dans le London Gazette, vantant les mérites des nouveaux parapluies inventés par Gatward. Ils sont « faciles à ouvrir et refermer grâce à leur mécanisme à ressort ». Les premiers parapluies sont désormais commercialisés, avec le succès qu'on leur connaît jusqu'à aujourd'hui,,,.

## Œuvres
Hanway a rédigé 64 publications, surtout des courts essais. Son ouvrage le plus important est le récit de voyage et de commerce Historical Account of British Trade over the Caspian Sea, with a Journal of Travels, etc. (Londres, 1753). Hanway a rédigé un court essai comparatif sur la création d'institutions similaires au Foundling Hospital, créés dans le but de venir en aide aux démunis.